# Bastien Tabourier
Bastien Tabourier, né le 20 avril 1981, est un rameur d'aviron français.
Il est médaillé de bronze en quatre de couple poids légers aux Championnats du monde d'aviron 2006.